# نخلستان تنگ خور
نخلستانِ تَنگِ خوٓر روستایی از توابع دهستان خلیلی است که در بخش مرکزی شهرستان گراش در جنوب استان فارس در ایران واقع شده‌است.

## جمعیت
بر اساس سرشماری مرکز آمار ایران در سال ۱۳۹۵، جمعیت نخلستان تنگ خور ۱۱۶ نفر، شامل ۳۲ خانوار بوده‌است.